# Mandrake (tecknad serie)
Mandrake (eng. Mandrake the Magician) är en tecknad serie i dagsstrippformat skapad av amerikanen Lee Falk, som också skapade serien Fantomen två år senare. Den såg dagens ljus första gången 11 juni 1934. Titelpersonen är en magiker som använder sina hypnotiska krafter för att bekämpa ondska.
Ursprungligen hade verkligen Mandrake magiska krafter, men Falk insåg snart att det blev svårt att hitta på utmaningar för en så kraftfull huvudperson. Han ändrade då konceptet så att Mandrake endast är kapabel till omedelbar masshypnos, så att det som verkar ske egentligen är en illusion. Frasen "Mandrake gör en hypnotisk gest" har kommit att känneteckna serien sedan dess.
Mandrake är det engelska namnet på växten alruna, en växt som ansetts ha magiska egenskaper.

## Upphovsmän och bakgrund
Falk skapade Mandrake redan 1924 och tecknade redan då ett tiotal strippar själv. Det dröjde dock tio år innan serien publicerades - 1934 sålde han serien till King Features Syndicate och som tecknare anlitades Phil Davis. Davis tecknade serien fram till sin död 1964, då Fred Fredericks tog över.
Lee Falk skrev på egen hand manus fram till sin död 1999, då Fred Fredericks även tog över författandet av serien. Enligt vissa källor anlitades dock Alfred Bester som spökskrivare för Lee Falk under andra världskriget.[källa behövs]
Den första strippen publiceras den 11 juni 1934 och under de första månaderna förekom Mandrake enbart som dagspresserie, men den 3 februari 1935 fanns den första söndagssidan att läsa. Några år efter Lee Falks död lades söndagsserien ner - den 29 december 2002 publicerades den sista sidan. Dagspresserien fortlevde till 2013, med Fred Fredricks som såväl författare som tecknare.

## Persongalleri
- Mandrakes ständige medhjälpare har sedan 1934 varit den muskulöse svarte mannen Lothar, som i seriens barndom framställdes som en stereotyp afrikansk "vilde" och tjänare åt Mandrake. Med tiden kom dock Lothar att utvecklas till att en lojal vän och Mandrakes jämbördige.
- Mandrakes flickvän (sedan 1997 hustru) Narda (som dök upp för första gången redan 1934, i Mandrakes andra äventyr), är också prinsessa av det fiktiva europeiska landet Cockaigne.
- Lothars avlägsna släkting, och sedermera flickvän, modellen Karma dök upp första gången 1970.
- Mandrakes kock och förtrogne, den mystiske Hojo sågs först till 1967. Hojo är mästare i såväl judo som karate, bemästrar 20 språk, och besitter stora kunskaper i historia och filosofi. Dessutom är han hemlig ledare för brottsbekämparorganisationen Intel-Intel, och har som sådan hjälpt Mandrake ett flertal gånger.
- Theron var den som lärde upp Mandrake i hypnoskonst. Han är även rektor för den magikerskola i Himalayas berg där Mandrake växte upp. Långt senare visade sig att han faktiskt också var Mandrakes far. Theron har genom sin stora kunskap i det närmaste slutat att åldras, och ingen verkar veta hans riktiga ålder - som dock är att räkna i sekel snarare än år.
- Bland de kriminella som synts i serien kan speciellt nämnas ärkefienden Luciphor (alias Kobran), som Mandrake träffade på redan i sitt första äventyr och som på senare år även visat sig vara hans halvbror. Även en mystisk organisation kallad Octon (eller kort och gott "8") har setts till ett flertal gånger sedan den dök upp för första gången 1965. Slutligen dyker Mandrakes tvillingbror Derek, en skurkaktig figur mest intresserad av kvinnor och pengar, upp till och från - första gången detta hände var 1948.

## Mandrake i Sverige
Två kortlivade svenska försök att ge ut Mandrake som serietidning har hittills förekommit: Under 1962 till 1964 gav förlaget Formatic Press ut sex nummer, och åren 1967 och 1968 gjorde Semic ett försök. Även denna gång gick tidningen i graven efter sex nummer.
Sex stycken Mandrake Julalbum har hittills getts ut: 1945 och 1946 (utgivna av Åhlén & Åkerlund förlag), 1949 och 1950 (Allers förlag) samt 1954 och 1955 (än en gång utgivna av Åhlén & Åkerlunds). 
Den hittills mest lyckade lanseringen av serien på den svenska marknaden är som biserie i serietidningen Fantomen; här publicerades den för första gången 1970, och sedan 1973 har serien varit ett stående inslag - under senare år har den dock blivit allt mer sällan förekommande och sedan ett par år har tidningen varit helt fri från serien.
Vid sidan av Fantomen har Mandrake även figurerat som biserie i en rad andra tidningar:
- Karl-Alfred under åren 1947-1953.
- Stjärnbragder 1952-1953.
- Tarzan 1954.
- Stjärnmagasinet 1955.
- Blixt Gordon 1967-1969.
- Seriepressen 1971-1972.

Mandrake har även figurerat i en handfull antologier med serier:
- Comics – Den Stora Serieboken 2 (1971)
- Comics – Den Stora Serieboken 4 (1973)
- Comix Pocket 3 (1986)

Slutligen har det getts ut tre svenska seriealbum med klassiskt Mandrakematerial:
- Seriebiblioteket - Mandrake 1938 (1976)
- Samlade Serierarieter - Mandrake 1935 (1986)
- Samlade Serierarieter - Mandrake 1936 (1987)